# Camera dei deputati (Argentina)

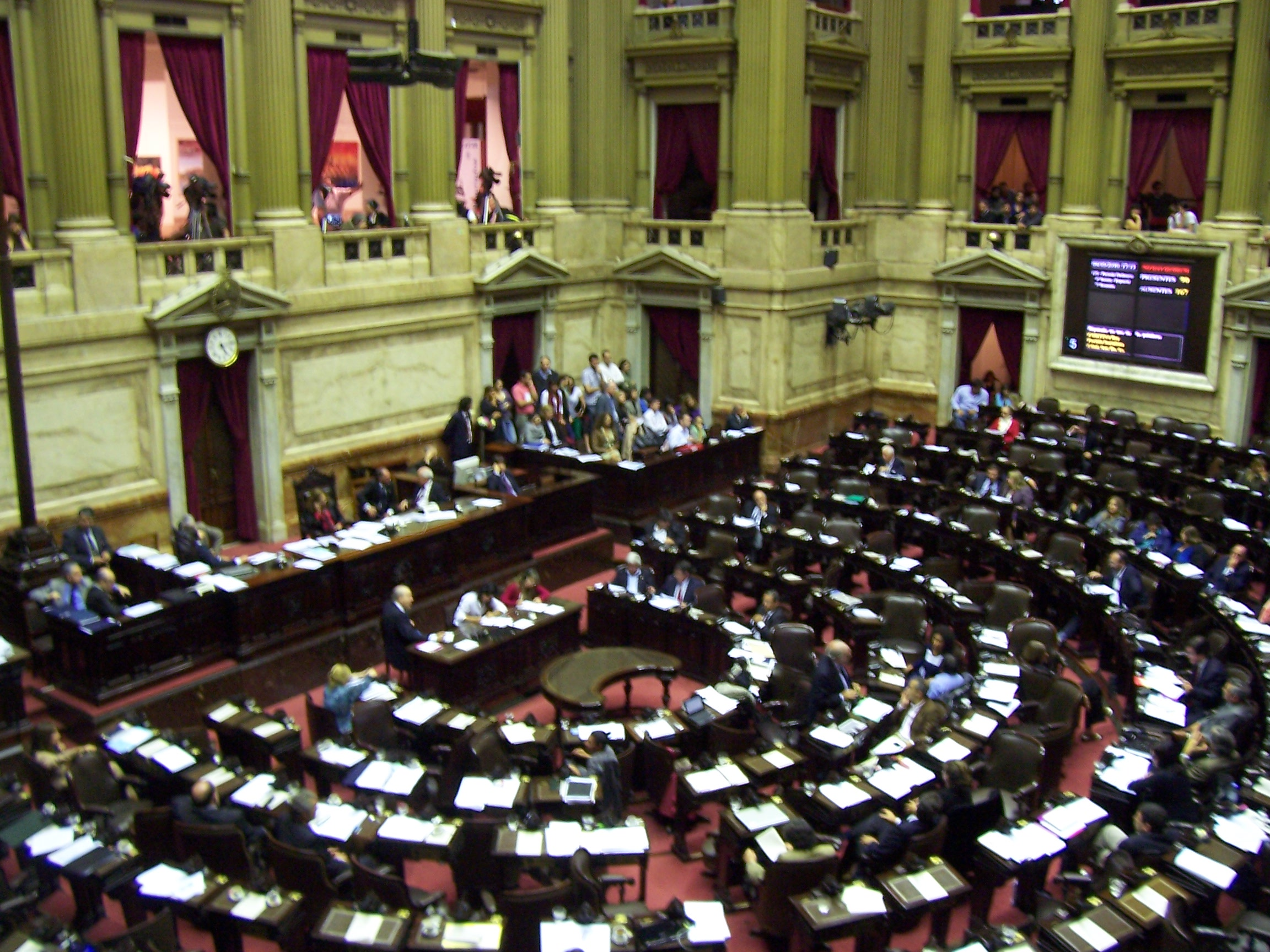
Vista dell'emiciclo del Congresso.

La Camera dei deputati della Nazione Argentina (in spagnolo: Cámara de Diputados de la Nación Argentina) è la camera bassa del Congresso nazionale del parlamento argentino, la cui camera alta è invece il Senato. Questa camera ha il diritto esclusivo di riscuotere tasse, inviare truppe o accusare un presidente, ministri e membri della Corte Suprema.

## Sistema elettorale
La Camera dei deputati (Cámara de Diputados) è la camera bassa del parlamento bicamerale dell'Argentina. Si compone di 257 seggi rinnovabili della metà. I deputati sono eletti per un mandato di quattro anni con sistema proporzionale, secondo il metodo d'Hondt in 24 collegi elettorali plurinominali corrispondenti alle ventitré province dell'Argentina più Buenos Aires, con diversi seggi per circoscrizione elettorale in base alla loro popolazione, tra le liste di candidati che hanno ottenuto almeno il 4% dei voti espressi a livello nazionale.

## Requisiti
Affinché un cittadino argentino sia deputato nazionale, deve soddisfare una serie di requisiti. Deve aver compiuto venticinque anni, avere quattro anni di cittadinanza in esercizio ed essere originario della provincia che rappresenta, o con due anni di residenza immediata in essa. La posizione è incompatibile con possibili lavori nel ramo esecutivo nazionale, ad eccezione dei lavori su larga scala. Un deputato non può essere un ecclesiastico regolare (cioè: membro di un ordine o una congregazione religiosa cattolica), né un governatore provinciale in carica.